# Frédéric Weber
Frédéric Weber, né le 21 mai 1973 à Metz, est un homme politique français. Après avoir adhéré au Rassemblement national (RN) en 2023, il est élu l'année suivante député de la troisième circonscription de Meurthe-et-Moselle.

## Situation personnelle

### Origines
Frédéric Weber naît en 1973 à Metz (Moselle).

### Engagement syndicaliste contrasté
Infirmier chez ArcelorMittal à Florange, il fait partie du syndicat CFDT, qu'il rejoint car il estime « ne pas être reconnu à sa juste valeur »,.
Délégué du personnel CFDT d'ArcelorMittal, Édouard Martin lui reproche « son manque d'implication » et présente « quelqu'un avec des ambitions surdimensionnées ». Et globalement, Frédéric Weber laisse un souvenir contrasté auprès de tous ceux qui l'ont côtoyé pendant son parcours syndical.
Se disant déçu par la CFDT, il rejoint finalement Force ouvrière (FO), classée plus à gauche. Walter Broccoli, secrétaire local de FO, l'accueille tout en précisant que Weber « ne savait pas dans quel camp aller » alors qu'il semblait proche de François Hollande.

## Parcours politique

### Adhésion au Rassemblement national
En 2023, Frédéric Weber se dit convaincu par certaines positions de La France insoumise (LFI). Cependant, il s'engage au Rassemblement national (RN), se disant sceptique sur le fait que la NUPES ne vote pas des motions de censure déposées lors du mouvement contre la réforme des retraites.

### Député de Meurthe-et-Moselle
Frédéric Weber est présent en 43e position sur la liste menée par Jordan Bardella pour les élections européennes de 2024.
Lors des élections législatives anticipées de 2024, candidat dans la 3e circonscription de Meurthe-et-Moselle, il est élu avec 53,6 % des voix face à la députée sortante, Martine Étienne (LFI-NFP),,,. Il fait partie des deux députés RN sur les six que compte le département.

## Détail des mandats
- Depuis le 8 juillet 2024 : député de la 3e circonscription de Meurthe-et-Moselle.